# Dorothy Provine
Dorothy Provine (Deadwood (South Dakota), 20 januari 1935 – 25 april 2010) was een Amerikaans actrice, zangeres en danseres.
Tijdens haar studie aan de Universiteit van Washington, maakte Provine haar debuut in het theater. Ze werd opgemerkt door filmproducenten en kreeg de rol van Bonnie Parker aangeboden in de B-film The Bonnie Parker Story (1958). Hierna werkte ze mee aan twee televisieseries, The Alaskans en The Roaring 20's. Vervolgens speelde ze voornamelijk bijrollen in films en had ze gastrollen in verscheidene televisieprogramma's.
Provine beëindigde in 1968 abrupt haar carrière, toen ze trouwde met acteur Robert Day.

## Filmografie
- Biblioteca Nacional de España: XX1409772
- Bibliothèque nationale de France: cb14041570b (data)
- Catàleg d'autoritats de noms i títols de Catalunya: 981058507716106706
- Gemeinsame Normdatei: 1130618439
- International Standard Name Identifier: 0000 0001 1598 8486
- Library of Congress Control Number: no89012532
- MusicBrainz: ce7ccc48-6487-476b-b5f7-c05c944d2bc2
- Virtual International Authority File: 14973587
- WorldCat: E39PBJhCC6XXc7fPHfWvk6CG73